# Acești oameni
Acești oameni este un film de scurtmetraj documentar românesc din 1971 regizat de Felicia Cernăianu. Este produs de Studioul "Alexandru Sahia" și distribuit de Româniafilm.

## Prezentare
Filmul prezintă constructorii barajului de la Porțile de Fier.